# Сан Никола (Бари)
„Сан Никола“ (на италиански: Basilica di San Nicola) е базилика в град Бари, Италия.
Построена е за съхранение на мощите на Свети Никола, пренесени от град Мира през 1087 г.

## Галерия
- Олтар и киворий
- Гробницата на Свети Никола
- Епископски трон